# Битва під Годовом
Битва під Годовом (пол. Bitwa pod Hodowem) — збройне зіткнення між польськими та кримськими військами, яке відбулося біля села Годов у 1694 році під час польсько-турецької війни (1683—1699), розпочатої Віденською відсіччю короля Яна III Собеського. Через значну диспропорцію сил цю битву часто називають «польськими Фермопілами».

## Обставини
У червні 1694 року кримські татари здійснили напад на польські землі з метою захоплення ясиру. Для відбиття їхньої атаки було спрямовано два загони кінноти: перший — з Окопів Святої Трійці під командуванням Костянтина Загоровського, другий — із Богородичних Валів під командуванням Миколи Тишковського. Загальна чисельність загонів становила 100 гусарів і 300 панцирних козаків.

## Битва
Перше зіткнення сталося на полях біля села Годів, де польська кіннота атакувала кримський авангард чисельністю близько 500—600 вершників. У результаті поляки взяли в полон двох мурз. Після цього, зрозумівши, що головні сили противника ще наближаються і що через чисельну перевагу кримських татар у відкритому бою немає шансів на перемогу, польські війська відступили до села Годів. Там панцирники та гусари спішилися й організували оборону, використовуючи для барикад вози, паркани, столи, бочки та інші предмети.
Атаки кримських татар, які діяли пішими та за допомогою вогнепальної зброї, протягом п'яти-шести годин успішно відбивали близько 300 панцирників і 100 гусарів. Коли у захисників закінчилися боєприпаси, вони почали використовувати кримські стріли, вставляючи їх у стволи рушниць замість куль.
Чисельність кримських військ оцінюється по-різному — від 25 до 70 тисяч. Король Ян III Собеський у розмові з Миколою Злотницьким згадував про 40 тисяч, що вказувало на співвідношення сил 100:1..
Не зумівши здолати захисників, кримські татари відправили липків (польських татар) із вимогою капітуляції, але поляки відмовилися. Через значні втрати кримці змушені були відступити до Кам'янця-Подільського, який тоді перебував під їхнім контролем. Завдяки ефективній обороні подальший кримський напад було зупинено.
У битві більшість польських оборонців отримали поранення, а кілька десятків, зокрема кільканадцять товаришів корогв, загинули. Командувач одного з гусарських загонів Костянтин Загоровський помер від отриманих ран через три дні після битви. Миколу Тишковського, який потрапив у кримський полон, згодом було викуплено.

## Склад військ Речі Посполитої
- Королівська хоругва гусарів Яна III Собеського під командуванням чашника коронного Миколая Злотницького. Сам Злотницький був відсутній під час битви, а командування здійснював Миколай Гуттитер Добродзейський (відомий як Гульхер), який загинув у битві — 48 осіб.[5]
- Королівська хоругва гусарів маршалка надвірного коронного Юзефа Кароля Любомирського — близько 50 осіб.
- П'ять панцирних хоругв — близько 300 осіб.

## Вшанування

Пам'ятник учасникам битви під Годовом, відреставрований у 2014 році

Вже через чотири дні після битви король Ян III Собеський виділив 1000 злотих на ліки для гусарів і панцирників, а гетьман Станіслав Ян Яблоновський надав 400 злотих цирульнику Миколаю для лікування поранених у шпиталі в Золочеві. 27 червня король прийняв солдатів у Львові та нагородив їх грошима й кіньми. У 1695 році Собеський наказав встановити пам'ятник на їхню честь, який зберігся до наших днів.
Влітку 2014 року було проведено реставрацію пам'ятника, яку виконав доктор габілітований Януш Смаза з Варшавської академії образотворчих мистецтв. 25 жовтня того ж року відбулося урочисте відкриття пам'ятника після реставрації в рамках святкування 320-ї річниці битви за участю представників влади Тернопільської області та Зборівського району.
Це єдиний пам'ятник в Україні присвячений польським гусарам.